# Stuart McMillan (Politiker)

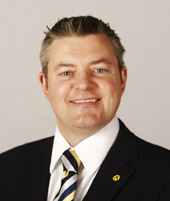
Stuart McMillan

Stuart McMillan (* 6. Mai 1972 in Barrow-in-Furness) ist ein schottischer Politiker und Mitglied der Scottish National Party (SNP).

## Leben
Maxwell besuchte die Port Glasgow High School und das Central College of Commerce in Glasgow. Er studierte dann Business Management und Sprachen an der Universität von Abertay in Dundee und schloss als Master ab. Zunächst arbeitete er bei IBM, konzentrierte sich dann jedoch auf seine politische Karriere. McMillan ist verheiratet.

## Politischer Werdegang
Zwischen November 2000 und Juni 2003 war McMillan für den Einpeitscher der SNP-Fraktion im House of Commons tätig. Er leitete dann das Büro des SNP-Abgeordneten im Schottischen Parlament, Bruce McFee. Bei den Britischen Unterhauswahlen 2005 bewarb sich McMillan um das Direktmandat des Wahlkreises Inverclyde. Er erhielt rund 19,6 % der Stimmen und verpasste damit den Einzug in das Britische Unterhaus deutlich.
Bei den Schottischen Parlamentswahlen 2007 kandidierte McMillan im Wahlkreis Greenock and Inverclyde, erhielt aber nur den zweithöchsten Stimmenanteil hinter dem Labour-Kandidaten, Duncan McNeil. Da er auch auf dem fünften Rang der Regionalwahlliste der SNP für die Wahlregion West of Scotland gesetzt war, erhielt er infolge des Wahlergebnisses eines von vier Listenmandaten für die SNP in dieser Wahlregion und zog erstmals in das Schottische Parlament ein. Bei den Parlamentswahlen 2011 kandidierte McMillan abermals im Wahlkreis Greenock and Inverclyde, verpasste das Direktmandat aber knapp. Sein Listenmandat für West Scotland verteidigte er jedoch.